# Jan Ivanjek
Jan Ivanjek (1990. – 2021.) bio je hrvatski vojni analitičar.
Završio je preddiplomski studij komunikologije i povijesti na Fakultetu hrvatskih studija Sveučilišta u Zagrebu. Vojne analize i komentare pisao je za Jutarnji list, Spektar (prilog Slobodne Dalmacije), Globus i Večernji list te objavjivao analize oružanih snaga, oružja, vojne tehnologije i borbenih sustava na kanalu »Cro Ops« na YouTubeu, blisko surađujući s hrvatskim oružanim snagama i Hrvatskim vojnim učilištem. Uz novinarski rad, bio je i djelatan pilot i padobranac. Preminuo je od posljedica raka. 